# 파울 보스펠트
파울 보스펠트(네덜란드어: Paul Bosvelt, 1970년 3월 26일, 헬데를란트 주 두틴험 ~)는 네덜란드의 축구 감독이자 전 프로 축구 선수로, 현재 고 어헤드 이글스의 기술 총괄이다.
그는 현역 시절에 미드필더로 에레디비시의 트벤터와 페예노르트, 그리고 프리미어리그의 맨체스터 시티에서 활약한 것으로 알려져 있다. 그는 고 어헤드 이글스와 헤이렌베인에 몸담기도 했다. 그는 네덜란드 국가대표팀 경기에 24번 출전했다.
감독으로서, 그는 고 어헤드 이글스로 복귀해 수석 코치를 역임했고, 트벤터에서는 U-17부 감독을, 네덜란드 U-21 국가대표팀에서 수석 코치도 역임했다.

## 클럽 경력
보스펠트는 더 카위프의 "거친 견제의 미드필더"로 명성이 자자했는데, 167번의 경기에 출전해 소속 구단의 1999년 에레디비시 우승과 2002년의 UEFA컵 우승에 공헌했다.
그는 1997년 11월 5일에 1-3으로 패한 맨체스터 유나이티드와의 챔피언스리그 안방 경기에서 데니스 어윈을 후방에서 "맹렬히" 견제했는데 어윈은 이 견제로 다리가 부러질 뻔했다. 어윈은 부상 재활을 위해 수 주를 보냈고, 아일랜드 국가대표팀의 1998년 월드컵 프랑스 본선행을 위한 예선전을 맞추어 복귀하지 못했다. 경기 며칠 후, 유나이티드는 보스펠트로부터 경기 직후에 올드 트래퍼드의 어윈에 보낸 팩스 내용을 공개적으로 밝혔는데, 내용에 보스펠트가 "거친 견제를 후회한다"고 써 있었다.
2003년, 보스펠트는 맨체스터 시티로 이적했다. 그는 잉글랜드에서 2년을 보내고 네덜란드로 복귀했는데, 헤이렌베인에서 말년을 보내고 은퇴했다.
보스펠트는 2007년 5월 13일에 아약스와의 경기에서 0-4로 패한 경기를 끝으로 현역에서 은퇴했다. 그는 에레디비시와 에이르스터 디비시를 통틀어 총 470번의 경기에 출전했다. 보스펠트는 2008년 12월에 2009년 1월 1일부터 고 어헤드 이글스의 수석 코치로 취임하는 것으로 밝혀졌다.

## 국가대표팀 경력
보스펠트는 2000년 3월, 벨기에와의 친선경기를 시작으로 네덜란드 국가대표팀 경기에 24번 출전했지만, 득점한 적은 없었다. 그는 유로 2000과 유로 2004에 참가했다. 그는 유로 2000에서 네덜란드 국가대표 일원으로 준결승전에 올랐다. 보스펠트는 준결승전 승부차기 주자로 나서서 실축하며 이탈리아에게 1-3으로 결승행을 헌납했다. 유로 2004 종료 후, 보스펠트는 국가대표팀 은퇴를 선언했다.

## 감독 경력
고 어헤드 이글스와의 계약이 만료된 후, 그는 2012년 6월에 트벤터의 U-19 선수단 수석 코치가 되었다. 2년 후인 2014년 6월에는 트벤터 U-17 선수단의 감독이 되었다. 그 외에도, 그는 네덜란드 U-21 국가대표팀 수석 코치도 역임했다.
2016년 여름, 보스펠트는 용 트벤터의 감독으로 내정되어, 네덜란드 U-21 국가대표팀 수석 코치직을 겸임했다. 그러나, 그는 시즌을 트베이더 디비시 강등으로 마쳤고, 그와 함께 해고장을 받았다.
2017년 12월, 보스펠트는 고 어헤드 이글스의 기술 고문으로 취임했고, 네덜란드 U-21 국가대표팀 수석 코치도 겸임했는데, 이 직위는 2018년 8월에 내려놓았다.
2018년 4월, 보스펠트는 고 어헤드 이글스에서 다른 보직을 맡았다. 그는 구단의 새 단장으로 명명되었다. 2021년 11월, 그는 고 어헤드 이글스와의 계약을 2024년 6월까지 연장했다.

## 수상
페예노르트
- 에레디비시: 1998–99
- 요한 크라위프 스할: 1999
- UEFA컵: 2001–02